# Rewolwerowiec (film)
Rewolwerowiec – amerykański western z 1976 roku na podstawie powieści Glendona Swarthouta. Jest to ostatni film, w którym wystąpił aktor John Wayne (zmarły w 1979).

## Fabuła
Rok 1901. John Bernard Books, słynny rewolwerowiec przybywa do Carson City. Odwiedza swojego dawnego przyjaciela, dr. Hostetlera. Prosi go o potwierdzenie diagnozy. Books ma raka i zostało mu kilka tygodni życia. Wynajmuje lokum u pani Rogers. Ta prosi szeryfa, żeby go stąd wyrzucił, ponieważ boi się, że Books może mieć zły wpływ na jej syna. Na wieść o rychłej śmierci rewolwerowca, wyruszają jego starzy wrogowie. Books postanawia wyrównać rachunki przed śmiercią.

## Obsada
- John Wayne – John Bernard Books
- Lauren Bacall – Bond Rogers
- Ron Howard – Gillom Rogers
- James Stewart – dr E.W. Hostetler
- Richard Boone – Mike Sweeney
- Hugh O’Brian – Jack Pulford
- Bill McKinney – Jay Cobb
- Harry Morgan – Walter Thibido, szeryf Carson City

## Nagrody i nominacje
Oscary za rok 1976
- Najlepsza scenografia i dekoracje wnętrz – Robert F. Boyle, Arthur Jeph Parker (nominacja)

Złote Globy 1976
- Najlepszy aktor drugoplanowy  – Ron Howard (nominacja)

Nagrody BAFTA 1976
- Najlepsza aktorka – Lauren Bacall (nominacja)